# Tiszaug
Tiszaug is een plaats (község) en gemeente in het Hongaarse comitaat Bács-Kiskun. Tiszaug telt 967 inwoners (2005).